# Совєтський Путь
Совє́тський Путь (рос. Советский Путь) — село (колишнє селище) у складі Локтівського району Алтайського краю, Росія. Адміністративний центр Новомихайловської сільської ради.

## Населення
Населення — 736 осіб (2010; 852 у 2002).
Національний склад (станом на 2002 рік):
- росіяни — 89 %